# Saint-Vincent-de-Tyrosse
Saint-Vincent-de-Tyrosse település Franciaországban, Landes megyében. Lakosainak száma 8051 fő (2022. január 1.). Saint-Vincent-de-Tyrosse Angresse, Bénesse-Maremne, Josse, Saint-Geours-de-Maremne, Saint-Jean-de-Marsacq, Saubion, Saubrigues és Tosse községekkel határos.

## Népesség
A település népessége az elmúlt években az alábbi módon változott:
| Lakosok száma | 3249 | 4474 | 5075 | 6785 | 7773 | 7661 | 7593 | 7734 | 7798 | 8051 |
|               | 1968 | 1982 | 1990 | 2006 | 2013 | 2015 | 2017 | 2019 | 2020 | 2022 |